# Scopolia
Scopolia este un gen de plante din familia  Solanaceae. El este denumit după marele savant Giovanni Antonio Scopoli.

## Specii
Cuprinde  8 specii:
- Scopolia aculeata
- Scopolia angustifolia
- Scopolia atropoides
- Scopolia carniolica
- Scopolia japonica
- Scopolia lutescens
- Scopolia parviflora
- Scopolia tangutica